# Giorgio Battistelli
Pour les articles homonymes, voir Battistelli.
Giorgio Battistelli (né le 25 avril 1953 à Albano Laziale) est un compositeur italien contemporain.

## Biographie
Giorgio Battistelli a étudié avec Giancarlo Bizzi, Claudio Annibaldi Antonello et les Noirs au conservatoire Alfredo Casella de L'Aquila. En 1994, il fonde avec quelques amis le groupe d'improvisation Edgard Varèse et l'ensemble instrumental Beat '72. De 1985 à 1986 il est l'invité de la Deutsche Akademische Austauschdienst (Service académique allemand d'échange extérieur) à Berlin. 
En 1990, il remporte le prix de la SIAE pour l'opéra et en 1993 le Prix « cerf » sur la musique contemporaine.
Il a été directeur artistique de l'Atelier d'art international de Montepulciano, en Toscane régional Orchestra, de l'Accademia Filarmonica Romana ; à partir de 2009, il est le directeur musical de la Biennale de Venise.
Il est membre de l'Académie nationale de Sainte-Cécile.
Sa musique est publiée par Ricordi.

## Œuvres
- Experimentum Mundi (Rome, 1981)
- Aphrodite (Bordeaux, 1983)
- Stahloper Linzer (Linz, 1985)
- Jules Verne (Strasbourg , 1985)
- Combat d'Hector et d'Achille (Strasbourg, 1989)
- Traum Kepler (Linz, 1990)
- L'Écoute de Rembrandt (Rome, 1991)
- Théorème (Munich, 1992)
- Frankenstein Frau (Berlin, 1993)
- Prova d'orchestra (Strasbourg, 1995)
- Tre voci, livret de Giorgio Van Straten (Assise, 1996)
- Les Cenci (Londres, 1997)
- Die Entdeckung der Langsamkeit (Brême, 1997)
- Auf den Marmorklippen, livret de Giorgio Van Straten d'après Ernst Jünger (Mannheim, 2002)
- Richard III, d'après Shakespeare (Anvers, 2005)
- El otoño del patriarca (Brême, 2005)
- Divorce à l'italienne (Nancy, 2008)[1],[2]
- The Fashion (Düsseldorf, 2008)
- H 375 für grosses Orchester, Auftragswerk der Staatsoper Hannover, Uraufführung in Hannover 19.09.2010, Dirigent Marc Albrecht
- CO2 (Milan, la Scala, 2015)
- Il Medico dei Pazzi (Nancy, Opéra National de Lorraine, 2016)
- Lot (Hannover, Staatsoper, 2017)
- 7 minuti (Nancy, Opéra national de Lorraine, 2019)